# James O’Connor (Politiker, 1997)

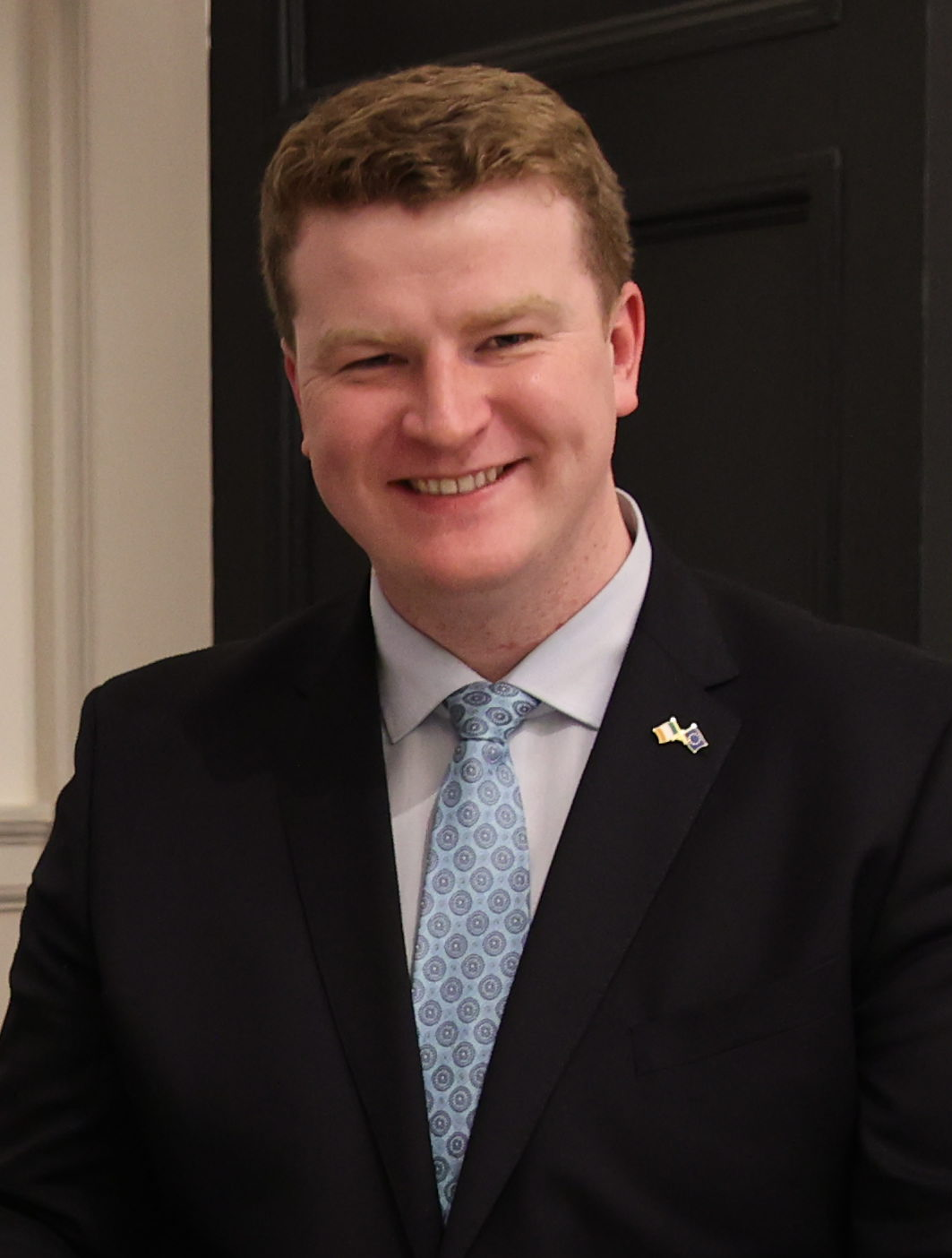
James O’Connor (2024)

James O’Connor (* 20. Juni 1997 in Youghal, County Cork) ist ein irischer Politiker der Fianna Fáil und Abgeordneter (Teachta Dála) im Dáil Éireann, dem Unterhaus im Oireachtas. 

## Werdegang
James O’Connor wuchs auf einem landwirtschaftlichen Betrieb bei Midleton auf. 2019 wurde er in den Cork County Council für Midleton - Cork East gewählt. 
Bei den Wahlen zum Dáil Éireann 2020 gelang es ihm dann im Wahlkreis Cork East knapp den vierten Sitz im Wahlkreis zu ergattern. Er war damit im 33. Dáil der jüngste Abgeordnete. 
Als er bei den Wahlen 2024 erneut antrat, konnte er die meisten Stimmen im Wahlkreis Cork East auf sich vereinen und war damit wiedergewählt.